# Réginald Becque
Réginald Becque est un footballeur français né le 13 septembre 1972 à Denain.
Ce défenseur fut capitaine du Calais RUFC, club de CFA (D4) lors de la finale de la coupe de France 2000. Parallèlement à sa carrière de footballeur, il était commercial dans une entreprise d'agencement de magasins cette année-là.

## Biographie
En février 2002, après deux semaines de stage au CTNFS de Clairefontaine, il est diplômé du brevet d'État d'éducateur sportif 2e degré (BEES 2).

## Carrière de joueur
- 1996-1998 : Valenciennes FC (en CFA)
- 1998-2005 : Calais RUFC (en National et en CFA)[2]

## Palmarès de joueur
- Finaliste de la Coupe de France en 2000 avec le Calais RUFC
- Champion de France amateurs (CFA) en 1998 avec le Valenciennes FC